# ジャスティン・メラム
ジャスティン・メラム（Justin Meram 、1988年12月4日 - ）は、アメリカ合衆国出身のイラク代表プロサッカー選手。シャーロットFC所属。ポジションはFW。

## クラブ経歴
2011年1月のMLSスーパードラフトで、コロンバス・クルーに1位指名 (全体15位)された。2月22日、CONCACAFチャンピオンズリーグのレアル・ソルトレイク戦で途中出場しプロデビュー。
2018年1月19日、105万ドル＋外国籍枠の譲渡でオーランド・シティSCに移籍。8月3日、75万ドル＋譲渡された外国籍枠の返還でコロンバス・クルーに復帰。
2019年5月7日、10万ドル＋MLSスーパードラフト指名権とのトレードでアトランタ・ユナイテッドFCに移籍。
2020年2月11日、レアル・ソルトレイクに加入。

## 代表歴
本人はアメリカ合衆国で生まれ育ったが、両親が共にイラクのモースル出身だったため、イラク代表でのプレーを選択した。
2014年11月14日のクウェート代表戦でイラク代表デビュー。

### 代表戦でのゴール
2019年3月20日現在
| #  | 開催日        | 開催地   | 対戦国               | 得点 | 試合結果 | 試合概要                    |
| -- | ------------- | -------- | -------------------- | ---- | -------- | --------------------------- |
| 1. | 2015年9月3日  | テヘラン | チャイニーズタイペイ | 5–1  | 5–1      | 2018 FIFAワールドカップ予選 |
| 2. | 2015年9月8日  | バンコク | タイ                 | 1–0  | 2–2      | 2018 FIFAワールドカップ予選 |
| 3. | 2017年8月31日 | バンコク | タイ                 | 1–0  | 2–1      | 2018 FIFAワールドカップ予選 |
| 4. | 2019年3月20日 | バスラ   | シリア               | 1–0  | 1–0      | 親善試合                    |

## タイトル

### クラブ
アトランタ・ユナイテッド
- カンペオーネス・カップ: 2019
- USオープンカップ: 2019